# Изория, Николос
Николос Изория (груз. ნიკოლოზ იზორია, родился 31 августа 1985) — грузинский боксёр-любитель, серебряный призёр чемпионатов Европы (2004), член олимпийской сборной Грузии на Олимпийских играх 2004 и 2008 годов.